# 快乐星球指数

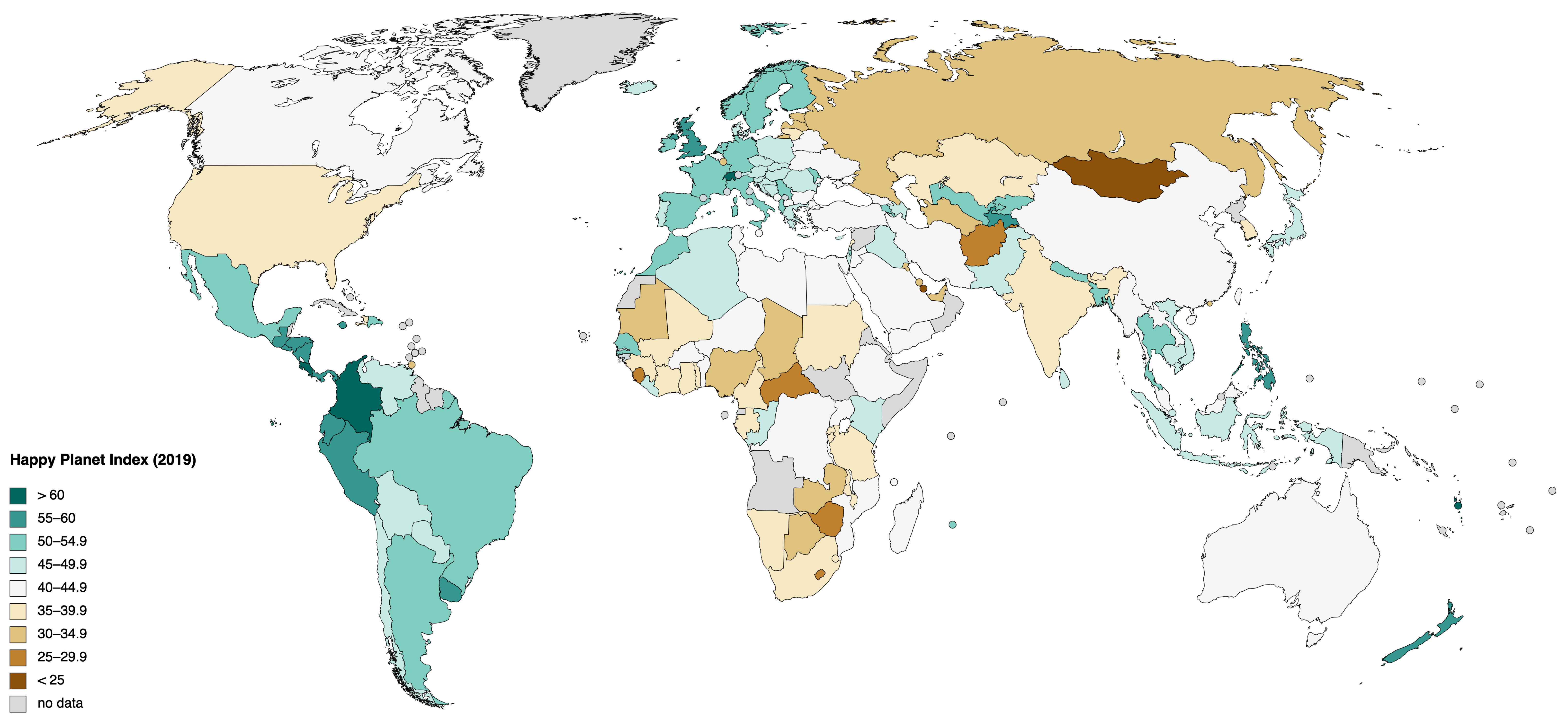
2006年快乐星球指数分布情况。排名最高的国家是鲜绿色，最低的是棕色

快乐星球指数（英語：Happy Planet Index）是由新经济学基金会于2006年7月提出的概念，是一种衡量人类福祉和环境影响的指标。该指数主要参考民众自身的快乐感受、预期寿命和环境的可持续性等，不考虑经济规模和增长速度。
根据该指数可知，低生态足迹的国家分数持续走高。该指数是对国内生产总值和人类发展指数等现有国家发展指标的挑战，认为后者欠缺对可持续性的考量。其中以国内生产总值尤为欠妥，因为通常情况下，多数人的终极目标不是财富，而是幸福和健康。此外，人们认为，一个具备可持续发展性的概念需要考量到实现这些目标的环境成本。